# Zeschdorf
Zeschdorf là một đô thị ở huyện Märkisch-Oderland, bang Brandenburg, Đức. Đô thị này có diện tích 40,32 km², dân số thời điểm 31 tháng 12 năm 2006 là 1410 người.